# Luise Herklotz
Luise Herklotz (ur. 20 sierpnia 1918 w Spirze, zm. 25 lipca 2009 tamże) – niemiecka polityk, działaczka związkowa i dziennikarka, deputowana Bundestagu II, III, IV, V i VI kadencji, posłanka do Parlamentu Europejskiego I kadencji.

## Życiorys
Od 1935 kształciła się jako dziennikarka w gazecie „Speyerer Zeitung”, gdzie pracowała jako sekretarka i edytor. Od 1947 pracowała w czasopiśmie „Die Freiheit” w Neustadt an der Weinstraße. W 1948 zakładała regionalne stowarzyszenie dziennikarzy. Działała również w organizacji charytatywnej Arbeiterwohlfahrt, w latach 1978–1992 kierowała jego oddziałem w Spirze. Z tą ostatnią pracą wiązały się oskarżenia prokuratora o niewłaściwe wykorzystanie publicznych dotacji.
W 1946 zaangażowała się w działalność polityczną w ramach Socjaldemokratycznej Partii Niemiec. Była m.in. liderką partyjnej organizacji kobiecej w Palatynacie i członkiem władz SPD w Nadrenii-Palatynacie. Należała też do władz krajowych (1958–1962), a od 1974 do 1978 kierowała strukturami partii w Spirze. W latach 1949–1957 zasiadała w landtagu Nadrenii-Palatynatu (w 1954 oddelegowano ją do Zgromadzenia Federalnego). W 1956 uzyskała mandat w Bundestagu w miejsce Hermanna Trittelvitza, uzyskiwała reelekcję w 1957, 1961, 1965 i 1969. Od 1966 do 1973 należała również do Zgromadzenia Parlamentarnego Rady Europy, zasiadała też w Zgromadzeniu Parlamentarnym NATO. W 1979 wybrano ją posłanką do Parlamentu Europejskiego I kadencji. Przystąpiła do frakcji socjalistycznej, należała do Komisji ds. Rolnictwa oraz Delegacji ds. stosunków z państwami ASEAN i Międzyparlamentarną Organizacja ASEAN (AIPO). W 1984 nie ubiegała się o reelekcję.
Odznaczona dwukrotnie Orderem Zasługi Republiki Federalnej Niemiec: Krzyżem Zasługi I Klasy (1973, odmówiła przyjęcia w 1969) i Wielkim Krzyżem Zasługi (1984). Została też m.in. odznaczona Orderem Zasługi Nadrenii-Palatynatu (1999) oraz uzyskała honorowe obywatelstwo Spiry (2003).